# Шошкич, Будислав
Будислав Шошкич (серб. Будислав Шошкић; 1925, Нови-Пазар — 12 августа 1979, Бечичи) — югославский общественно-политический деятель, глава Социалистической Республики Черногории с 1974 по 1979 годы.

## Биография
Родился в 1925 году в Нови-Пазаре. Учился на философском факультете Белградского университета. Член Союза коммунистической молодёжи Югославии с 1940 года, член Коммунистической партии Югославии с 1943 года. В годы Народно-освободительной войны Югославии руководил Союзом коммунистической молодёжи. После войны входил в Черногорский покраинский комитет СКМЮ и был секретарём Главного комитета Народного фронта Черногории. Главный редактор газеты «Победа» и директор газеты «Младост».
Политические посты: член Президиума ЦК Народной молодёжи Югославии, секретарь Идеологической комиссии ЦК СКЮ, член Исполнительного вече Черногории, секретарь ЦК Союза коммунистов Черногории. На VIII конгрессе партии избран в ЦК СКЮ, с октября 1966 года — член исполкома ЦК СКЮ. Избран в Президиум СКЮ и Исполнительное бюро Президиума на IX конгрессе. Возглавлял Комиссию по политической пропаганде и информационным делам, был председателем комитета редакции газеты «Коммунист».
С начала апреля 1974 по 5 апреля 1975 — Председатель Скупщины Социалистической Республики Черногории.
Умер 12 августа 1979 в Бечичах.
Награждён рядом орденов и медалей, в том числе медалью Партизанской памяти.